# Agostino Todaro
Agostino Todaro (Palermo, Sicilia; 14 de enero de 1818-Palermo; 18 de abril de 1892) fue un botánico italiano. Fue senador del Reino de Italia en la XIIIª legislatura
Fue profesor de botánica y llegó a ser director del Jardín Botánico de Palermo entre 1856 y 1892. Publicó la obra Hortus Botanicus Panormitanus entre 1876 y 1878.
El estándar de nomenclatura binominal Tod. se aplica a las especies descritas por Agostino Todaro.

## Honores
Limonium todaroanum, raro endemismo botánico siciliano, se dedicó a su memoria.
- La abreviatura «Tod.» se emplea para indicar a Agostino Todaro como autoridad en la descripción y clasificación científica de los vegetales.[1]